# Tercera iglesia del Buen Suceso
La tercera iglesia del Buen Suceso es un templo católico de la ciudad española de Madrid, ubicado en la calle de la Princesa. La primera iglesia del Buen Suceso había estado en la Puerta del Sol. Una segunda iglesia quedó destruida durante la guerra civil, fue restaurada parcialmente pero finalmente fue demolida en 1975.

## Historia
El edificio que alojaba la segunda iglesia fue declarado en ruina y derribado en 1975, construyéndose sobre su solar un moderno conjunto arquitectónico compuesto por la nueva iglesia del Buen Suceso y un complejo residencial. Realizado por el arquitecto Manuel del Río —junto con Ignacio Ferrero Ruiz de la Prada y Juan Hernández Ferrero—, fue inaugurado en 1982. Debido a su aspecto y a que su fachada está recubierta de acero inoxidable es conocida como «Nuestra Señora de Magefesa».
Desde entonces, la parroquia comprende las residencias, apostolados y conventos de cinco congregaciones religiosas. Entre las actividades desarrolladas en la parroquia, destacan: 
- la pastoral familiar, consistente en una preparación remota de tres años, con tres grupos de veinticinco parejas cada uno.
- el curso prematrimonial realizado cada año por 120 parejas, algunas de las cuales continúan posteriormente en la parroquia en grupos de matrimonios.
- las vacaciones familiares y el Centro de Orientación Familiar Sagrada Familia, se ocupan de los problemas de convivencia de parejas y familias procedentes de toda la diócesis.
- la pastoral juvenil se concreta con una misa especialmente preparada para los jóvenes, todos los domingos a las 20.30 horas.
- Retiros Bartimeo o de Effetá.
- Capilla de adoración perpetua.
- Capellanía ucraniana de rito bizantino de Madrid.
- Actividades de carácter social: el bocadillo solidario para las personas sin hogar, las visitas a residencias de ancianos del barrio, y el acompañamiento a los mayores en sus casas.[2]